# 越野
越野是指人們在沙地、碎石路、河床、泥地、雪地和其他自然形成的地面上開車、騎車。這些環境的共同點就是這些都不是人工修建的道路或路面。有人開著普通的汽車前往野外，還有人專門開著越野車前往這些地方。如果人們開車或騎車前往這些地點，容易對自然环境造成破壞，因而有人反對開車或騎車前往這些地點。有人主張政府應該對此進行干預。